# مرشد العسل الشاحب
مرشد العسل الشاحب أو دليل المناحل الشاحب (الاسم العلمي: Indicator meliphilus) (بالإنجليزية: Pallid Honeyguide)‏ هو نوع من الطيور يتبع جنس مرشد العسل من فصيلة مرشدات العسل.